# Nozrina
Nozrina (en serbe cyrillique : Нозрина) est un village de Serbie situé dans la municipalité d'Aleksinac, district de Nišava. Au recensement de 2011, il comptait 657 habitants.

## Démographie

### Évolution historique de la population
| 1948 | 1953 | 1961 | 1971 | 1981 | 1991 | 2002 | 2011 |
| ---- | ---- | ---- | ---- | ---- | ---- | ---- | ---- |
| 940  | 923  | 915  | 831  | 884  | 789  | 743  | 657  |

|  |